# IC 2310
IC 2310 је појединачна звијезда у сазвјежђу Рак која се налази на листи објеката дубоког неба у Индекс каталогу.
Деклинација објекта је + 18° 27' 48" а ректасцензија 8h 20m 46,3s.